# اصلان کریموف
اصلان کریموف (ترکی آذربایجانی: Aslan Kərimov؛ زادهٔ ۱ ژانویهٔ ۱۹۷۳) بازیکن فوتبال اهل جمهوری آذربایجان است.
از باشگاه‌هایی که در آن بازی کرده‌است می‌توان به باشگاه فوتبال بالتیکا کالینینگراد، باشگاه فوتبال کپز، باشگاه فوتبال شمکر، باشگاه فوتبال نفتچی باکو، باشگاه فوتبال باکو، باشگاه فوتبال قره‌باغ، و باشگاه فوتبال سومقاییت اشاره کرد.
وی همچنین در تیم ملی فوتبال جمهوری آذربایجان بازی کرده‌است.